# Stanislav Kasparides
Stanislav Kasparides, křtěný Stanislaus Desiderius Guibertus (23. května 1809 Čáslav - 2. dubna 1892 Čáslav), byl český akademický malíř, portrétista.

## Život
Stanislav Kasparides se narodil v Čáslavi v rodině c. k. krajského chirurga Ignáce Kassparidese (Kašparida) a jeho ženy Terezie, rodem Erbenové. Obecnou školu vychodil v Čáslavi a poté absolvoval gymnázium v Litoměřicích. Za dalším vzděláním odešel do Prahy, kde navštěvoval v letech 1835-1836 malířskou akademii, zde se školil u prof. Františka Kristiana Waldherra. Následně odešel do Vídně, kde navštěvoval tamější malířskou akademii. Mnoho jeho miniatur se nachází ve Vídni v soukromém majetku.
Po návratu do vlasti bydle a působil v letech 1846-1852 převážně v Praze. a rovněž v sídlech české šlechty, kterou portrétoval, zvláště pak podobizny členů rodiny hraběte Karla Berchtolda. Mezi tím se v roce 1846 oženil s Marií Annou Julianou Hajnišovou a později spolu měli tři děti, syna Josefa (*1847), Karla (*1850) a dceru Marii (1852–1855), která však zemřela ve třech letech.
Roku 1860 obdržel cestovní pas, platný do roku 1870, a vycestoval z Rakouské monarchie.  
Závěr života strávil v Čáslavi, kde také počátkem měsíce dubna v roce 1892 zemřel.
Rodokmen čáslavského rodu Kasparidesů a stručný životopis malíře Stanislava Kasparidese zpracoval genealog Viktor Genttner 

## Galerie

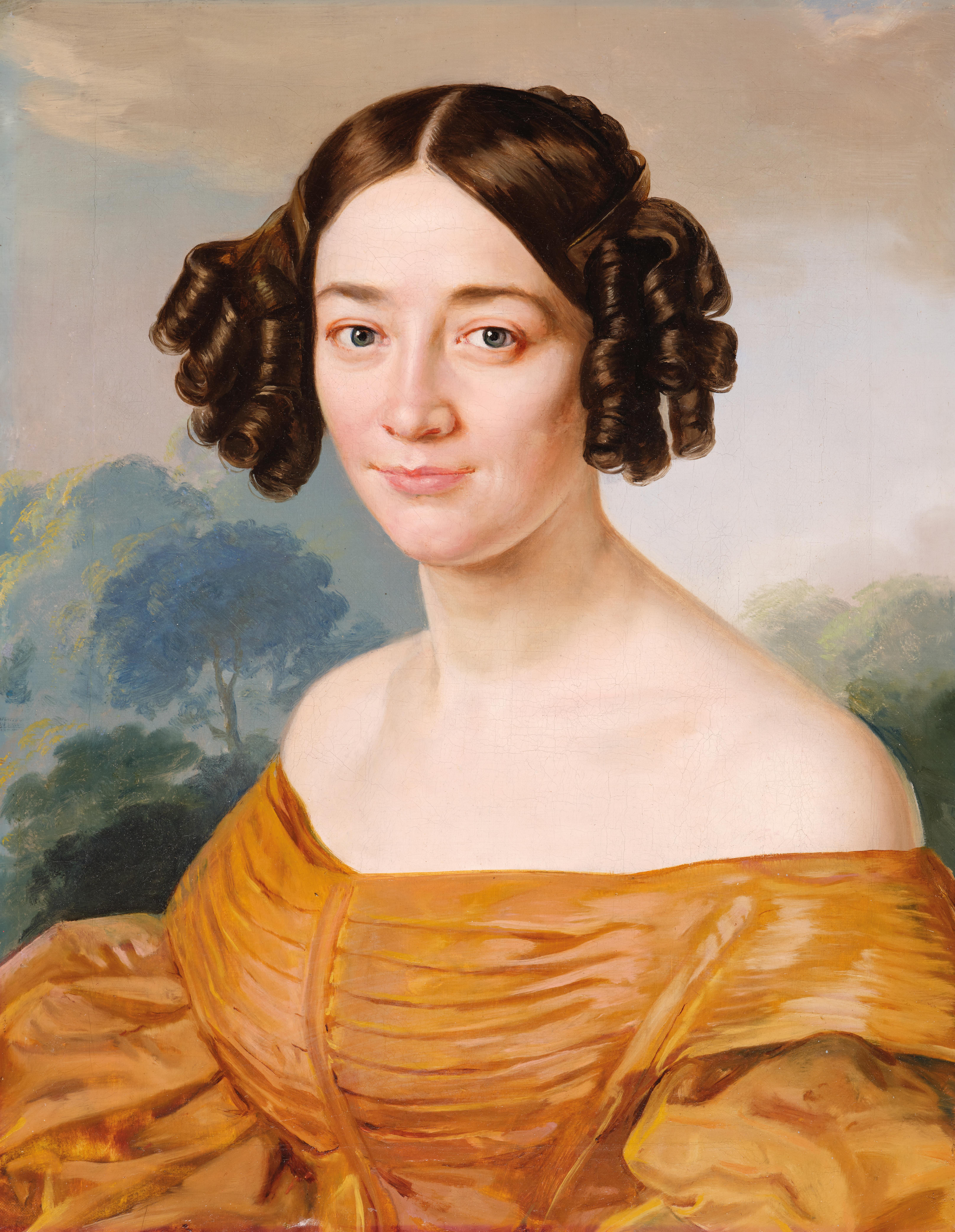
Portrét Luisy Poláčkové
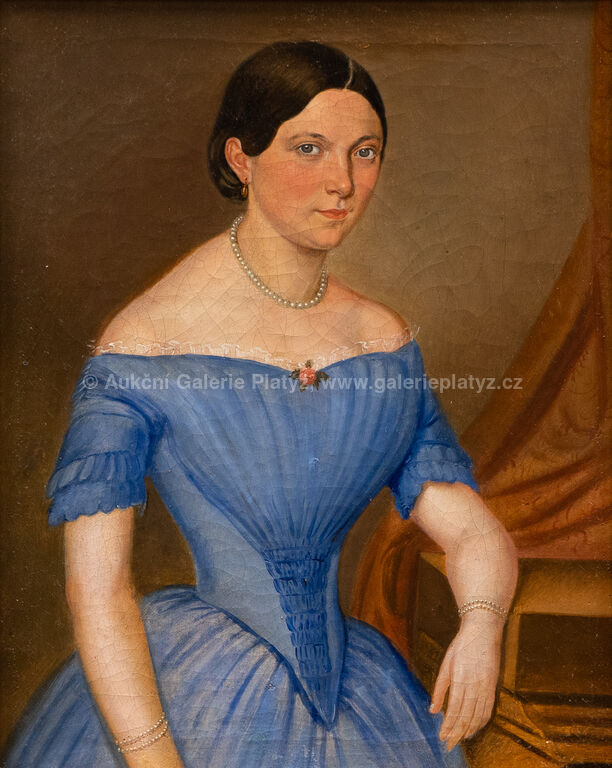
Portrét mladé šlechtičny
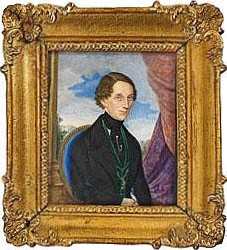
Portrét šlechtice
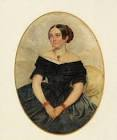
Portrét dámy
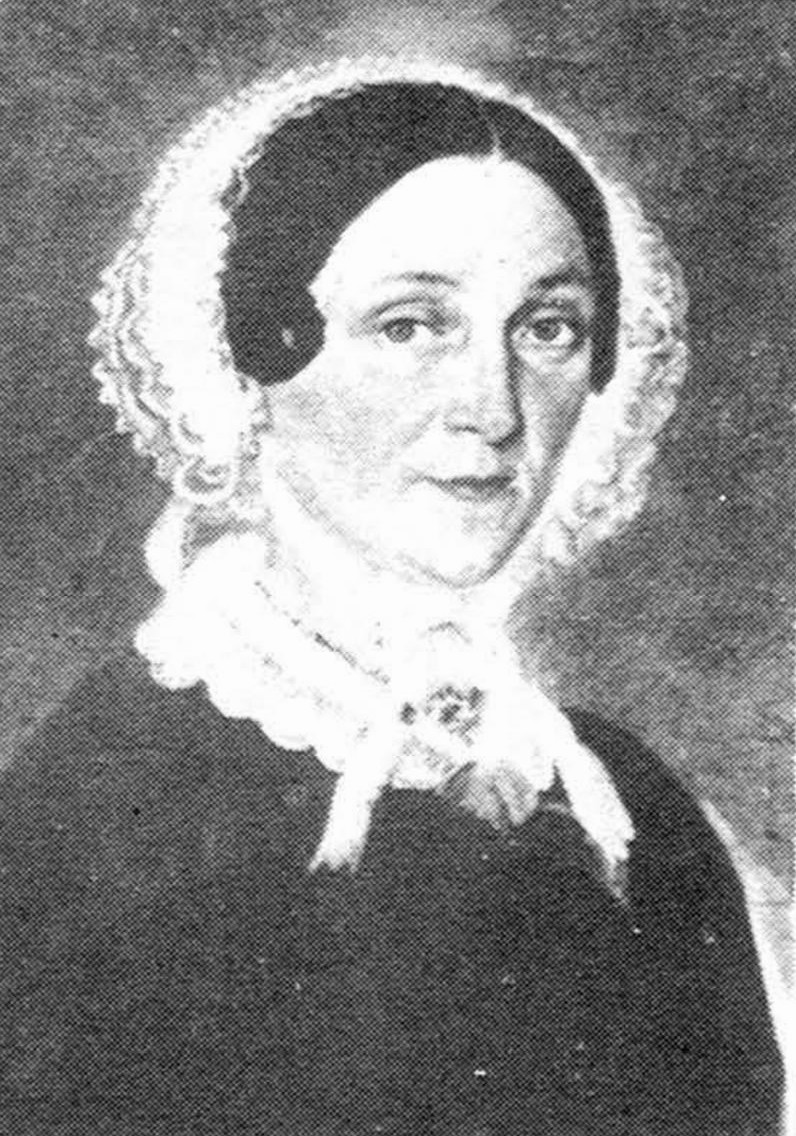
Portrét mlynářky Veroniky Genttnerové
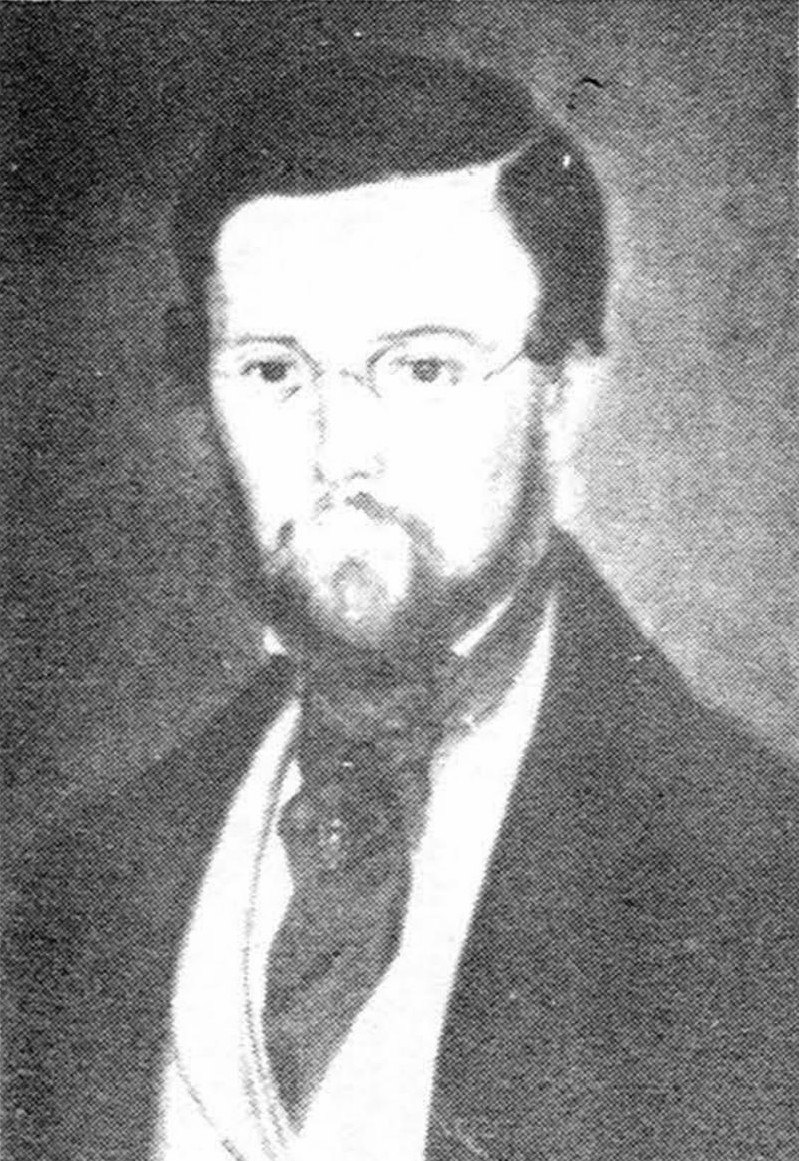
Portrét Františka Langhanse (1855)
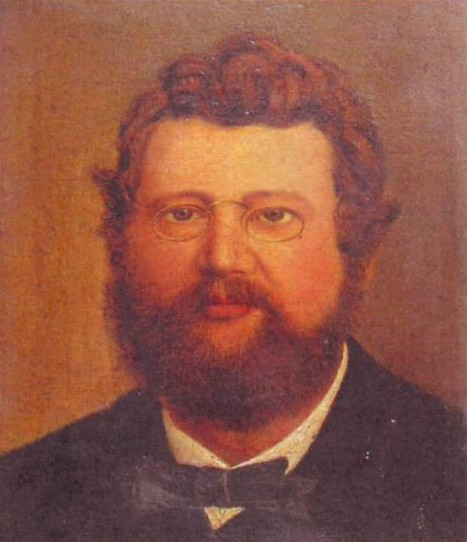
Portrét K. Čermáka
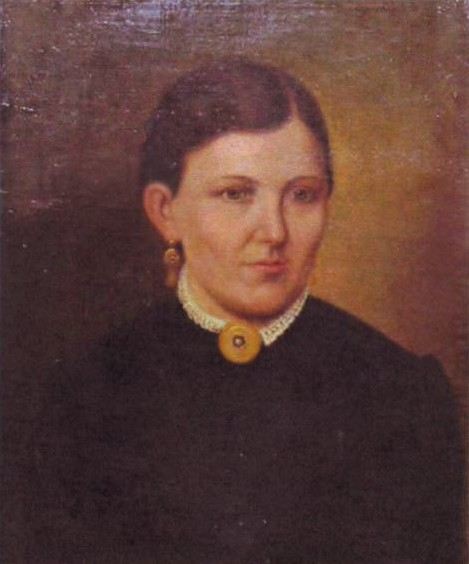
Portrét J. Kafkové